# Turkiet i Eurovision Song Contest 2012
Turkiet deltog i Eurovision Song Contest 2012 i Baku i Azerbajdzjan.

## Internt val
Den 9 januari 2012 meddelade Türkiye Radyo Televizyon Kurumu att man internt valt ut sångaren Can Bonomo till att representera landet. Bonomo presenterade tre låtar för TRT och det meddelades att den som skulle bli landets bidrag år 2012 skulle presenteras den sista veckan i februari. Den 16 februari meddelade TRT att låten skulle presenteras i ett TV-program den 22 februari. Programmet skulle pågå i 30 minuter och förutom det utvalda bidraget skulle Bonomo även framföra några av sina andra låtar samt ge en kort intervju. Programmet sändes även på webben. Programmets värd var Isik Ozden. Låten han presenterade den 22 februari var "Love Me Back".

## Vid Eurovision
Turkiet deltog i den andra semifinalen den 24 maj. Där hade de startnummer 13. De tog sig vidare till finalen som hölls den 26 maj och de var det sista landet att läsas upp som finalist i sin semifinal. I finalen hade de startnummer 18. De hamnade på 7:e plats med 112 poäng. Turkiet fick poäng från 21 av de 41 röstande länderna. Deras enda tolva kom från värdlandet Azerbajdzjan. De fick även 10 poäng från Albanien och 8 poäng från fyra andra länder.